# Dysodia callista
Dysodia callista är en fjärilsart som beskrevs av Dyar 1913. Dysodia callista ingår i släktet Dysodia och familjen Thyrididae. Inga underarter finns listade i Catalogue of Life.